# Pristimantis acerus
Pristimantis acerus is een kikker uit de familie Strabomantidae. De soortnaam werd voor het eerst wetenschappelijk gepubliceerd door Lynch en Duellman in 1980 als Eleutherodactylus acerus maar werd in 2007 door Heinicke, Duellman en Hedges binnen Pristimantis geplaatst. 
De soort komt voor in de omgeving tussen de dorpen Papallacta en Cuyuja in de provincie Navo in Ecuador op een hoogte van 2660 tot 2750 meter boven het zeeniveau. Pristimantis acerus wordt bedreigd door ontbossing voor het aanleggen van plantages en nederzettingen.